# Strong (Maine)
Strong – miasto w Stanach Zjednoczonych, w stanie Maine, w hrabstwie Franklin.